# Annona deminuta
Annona deminuta là một loài thực vật]] thuộc họ Annonaceae. Đây là loài đặc hữu của Peru.